# Black Hawk Down: Slaget om Mogadishu
Black Hawk Down: Slaget om Mogadishu (originaltitel: Surviving Black Hawk Down) är en amerikansk dokumentärserie som har premiär på Netflix den 10 februari 2025. Serien består av tre avsnitt.

## Handling
I serien ger amerikanska soldater och somaliska rebeller en väldigt detaljerad skildring av slaget om Mogadishu år 1993 då tre Black Hawk-helikoptrar blev nerskjutna.

## Medverkande (i urval)
- Matthew Thomas-Robinson
- Reggie McHale
- Robbie Taylor